# Oligonychus calcis
Oligonychus calcis är en spindeldjursart som beskrevs av Baker och Pritchard 1960. Oligonychus calcis ingår i släktet Oligonychus och familjen Tetranychidae. Inga underarter finns listade i Catalogue of Life.